# Братья Карамазовы (фильм, 1968)
«Братья Карамазовы» — широкоэкранный художественный трёхсерийный фильм — экранизация одноимённого романа Ф. М. Достоевского, осуществлённая в 1968 году. Последняя работа в карьере Ивана Пырьева, скоропостижно скончавшегося до завершения создания фильма. Третью серию картины закончили исполнители главных ролей Кирилл Лавров и Михаил Ульянов.

## Сюжет
Психологическая драма о судьбе, Боге и любви. Сюжет охватывает основную линию романа Ф. М. Достоевского.

## В ролях
- Михаил Ульянов — Дмитрий Карамазов
- Кирилл Лавров — Иван Карамазов
- Андрей Мягков — Алёша Карамазов
- Лионелла Пырьева — Грушенька
- Марк Прудкин — Фёдор Павлович Карамазов
- Светлана Коркошко — Катерина Ивановна Верховцева
- Валентин Никулин — Павел Смердяков
- Павел Павленко — старец Зосима
- Андрей Абрикосов — Кузьма Кузьмич Самсонов
- Евгений Тетерин — отец Паисий
- Анатолий Адоскин — Николай Парфёнович Нелюдов, судебный следователь
- Рада Волшанинова — цыганка
- Тамара Носова — Марья Кондратьевна, «невеста» Смердякова
- Никита Подгорный — Михаил Осипович Ракитин
- Василий Матов — Пётр Александрович Миусов, дальний родственник Фёдора Павловича
- Иван Власов — Пётр Фомич Калганов, родственник Миусова
- Виктор Колпаков — Григорий Васильевич, слуга Карамазова
- Станислав Чекан — сын Самсонова
- Ольга Чуваева — Катерина Осиповна Хохлакова
- Евдокия Урусова — Марфа Осиповна
- Александра Данилова — родственница Самсоновых
- Иван Лапиков — Лягавый
- Варвара Попова — Матрёна, кухарка Грушеньки
- Александр Хвыля — отец Ферапонт
- Николай Рыжов — Трифон Борисович Пластунов, хозяин постоялого двора
- Николай Прокопович — Муссялович
- Геннадий Юхтин — отец Иосиф
- Марк Перцовский — Врублевский
- Сергей Калинин — батюшка из Ильинского
- Владимир Осенев — судья
- Любовь Корнева — Феня, служанка Грушеньки
- Николай Бубнов — исправник
- Георгий Георгиу — судебный заседатель
- Григорий Кириллов — прокурор
- Николай Кутузов — чёрный монах
- Юрий Родионов — защитник
- Николай Светловидов — Максимов
- Ольга Гаспарова — служанка
- Николай Парфёнов — буфетчик
- Николай Романов

## Восприятие
Будучи удачливым, официально признанным комедиографом, начиная со второй половины 1950-х Иван Пырьев делал основную ставку на классические романы Фёдора Достоевского. После попытки киноверсии «Идиота» он, в самом конце своего творческого пути, поставил «Братьев Карамазовых». Со свойственным ему темпераментом Пырьев экранизировал этот роман эмоционально и ярко.
Александр Мачерет писал, что по поводу этого фильма Пырьева он не раз слышал «неверные обвинения: „крикливо“, „оглушительно шумно“, „суетливо“, „по-театральному многоречиво“… Верно ли это? Не думаю. Более того, убеждён в обратном — в том, что личные творческие особенности Пырьева, свойства его художественной одарённости, нашли в экранизации великого романа Достоевского наиболее благоприятную, родственную им основу для своего наивысшего проявления. …Едва ли возможно перенести на экран роман „Братья Карамазовы“ во всей его полноте. Утраты множественны, хоть и неизбежны».
Кинокритик Александр Караганов отмечал, что фильм «отмечен цельностью, последовательностью драматургии и режиссёрских решений». Киновед Владимир Баскаков увидел в фильме «высокий накал страстей героев» и ощутил «нерв творчества великого русского художника». 
Киновед Ростислав Юренев считал «Братьев Карамазовых» главным художественным достижением И. Пырьева. По его мнению, режиссёр «дерзко пожертвовал многими линиями, многими идеями романа, сосредоточившись на задаче воплощения его основных характеров» и «проявил и смелость, и вкус, и очень глубокое и тонкое понимание индивидуальных особенностей совершенно не схожих между собой актёров».

## Наследие
3-ю серию, выпущенную на экран 18 августа 1969 года отдельно от 1-й и 2-й серий, посмотрели 22,7 млн зрителей при тираже 1774 копии.
Лучший фильм по опросу журнала «Советский экран» в 1970 году.

## Призы и премии
- 1969 — Московский международный кинофестиваль — специальный приз;
- 1969 — Номинация на премию «Оскар» за лучший фильм на иностранном языке;
- 1971 — Конкурс Японской ассоциации любителей кино — приз «Жемчужина» как лучшая иностранная лента года.